# Vierenberg
Der Vierenberg ist ein 255 m ü. NHN hoher Berg im Gebiet der Stadt Bad Salzuflen im nordrhein-westfälischen Kreis Lippe in Deutschland.

## Name
Für den Namen gibt es heute zwei Deutungen: Zum einen wird er von „Feuerberg“ (Fyrenberg, auch Fierenberg) abgeleitet, die andere Version sagt aus, dass hier oben die vier germanischen Gottheiten Tyr, Wodan, Donar und Frigga oder Holde, verehrt worden sein sollen. Diese Deutung würde auch den Namen des nahegelegenen „Hollenstein“ (von Holde) erklären. Die Bedeutung ist im Kern ähnlich, sie erzählt von Sonnenwendfeuern und Opferungen.

## Geographie

### Lage
Der Vierenberg ist Teil des Lipper Berglands, er liegt zwischen Bad Salzuflen im Westen und den Ortsteilen Wüsten im Norden, Schötmar im Süden und Hollenstein im Osten. Südlich befindet sich der vorgelagerte Asenberg.

### Geologie

#### Aufbau
Der geologische Untergrund des Vierenberges besteht aus Schichten des mittleren und oberen Keupers, die vor rund 200 Millionen Jahren in eine Mächtigkeit von dast 400 Metern abgelagert wurden. Die einzelnen Schichten weisen folgende Stärken auf:
- Oberer Keuper (Rhät): bis zu 60 Meter
- Mittlerer Keuper
  - Steinmergelkeuper: 36 bis 40 Meter
  - Rote Wand: 17 bis 25 Meter
  - Schilfsandstein: 1,5 bis 20 Meter
  - Gipskeuper: 158 bis 192 Meter[2]

#### Mergelgrube und Steinbruch
„Schötmar. Beim Brechen von Mergel in der Mergelgrube am Fierenberge ist durch die Nichtbefolgung der gesetzlichen Vorschrift, daß die senkrechte Linie ohne alles Unterminiren genau zu beachten sey, das Herabstürzen einer bedeutenden Quantität Mergel und eben dadurch das Verschütten und der Tod zweier, beim Mergelbrechen beschäftigt gewesenen, Personen veranlaßt, welches hiermit zur Warnung bekannt gemacht wird.  /  Schötmar den 6ten März 1844.  /  Fürstlich Lippisches Amt.  /  Helwing.“

Südöstlich der Landesstraße 535, zwischen Heuweg, Salzeweg und Hasenkanzel, liegt der ehemalige Steinbruch.

„Anzeige. Ich erlaube mir, hiermit zur öffentlichen Anzeige zu bringen, daß ich den zum Rittergute Steinbeck gehörende Sandsteinbruch auf dem Fierenberge bei Salzuflen in Pacht genommen habe und aus demselben fortwährend Mauersteine von vorzüglicher Qualität zum Preise von 12½ Sgr. pro Fuder u. 4½ Rthl. pro Bergruthe, desgl. Packlagersteine zu Wegebauten zu 3 Rthl. pro Bergruthe abgebe. Alle Steinnhauerarbeiten zu Bauwerken jeder Art, ferner Tranksteine, Krippen, Grabsteine und drgl. werden von mir in tadelloser Güte und zu den billigsten Preisen geliefert und erlaube ich mir solche bei vorkommendem Bedarfe hiermit bestens zu empfehlen.  /  Salzuflen, den 21. Januar 1870.  /  Diedrich Richter.  /  Maurer= u. Steinhauermeister.“

## Wanderwege

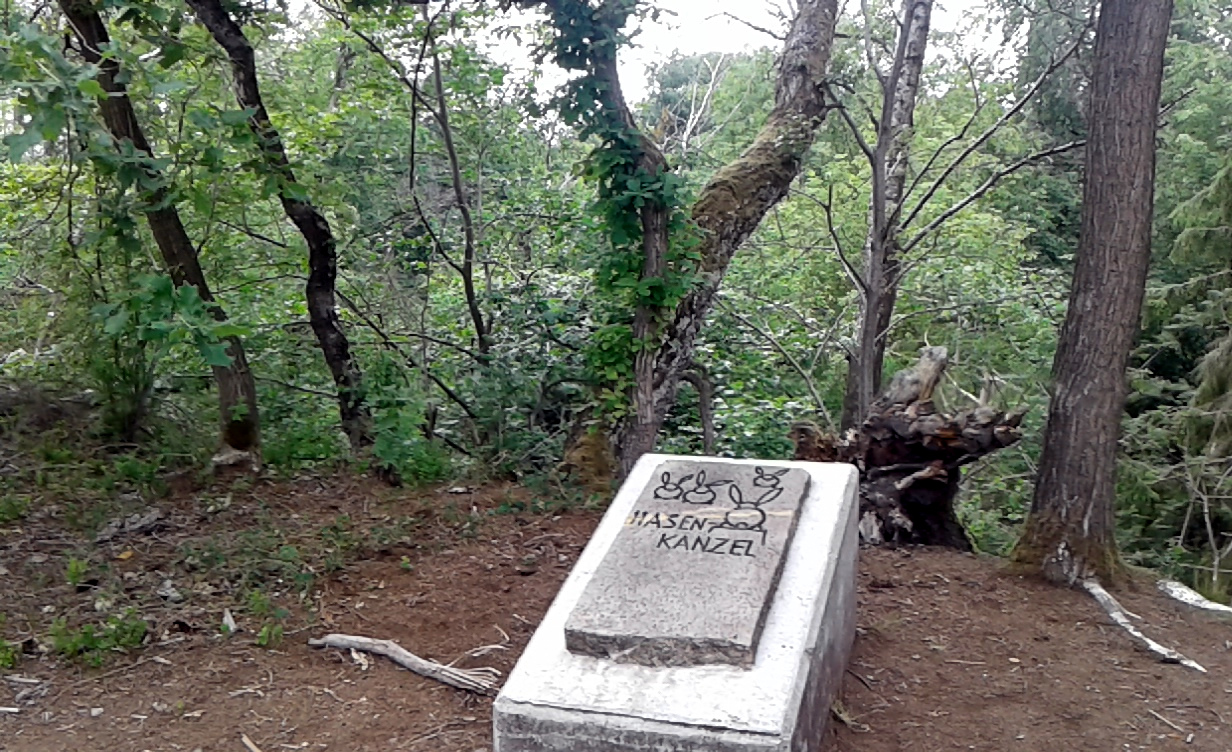
An der Hasenkanzel

Über den Vierenberg führen der Bumbam-, der Soldaten-, der Butter- und der Heuweg – Wanderwege, die Wüsten mit Bad Salzuflen und Schötmar verbinden, sowie der überregionale Salzeweg, der 77 Kilometer lange von Bad Salzuflen nach Rehburg-Loccum führende Karl-Bachler-Weg (  X  bzw.  X4  ) und der 72 Kilometer lange, Herford und Hameln verbindende, Hansaweg (  X  bzw.  X9  ).
Markante (Aussichts-)Punkte des Vierenbergs sind die Hansenkanzel, der Fuchstanz und der Hühnerwiem; alle drei sind mit einem entsprechenden Gedenkstein gekennzeichnet.

## Bauwerke

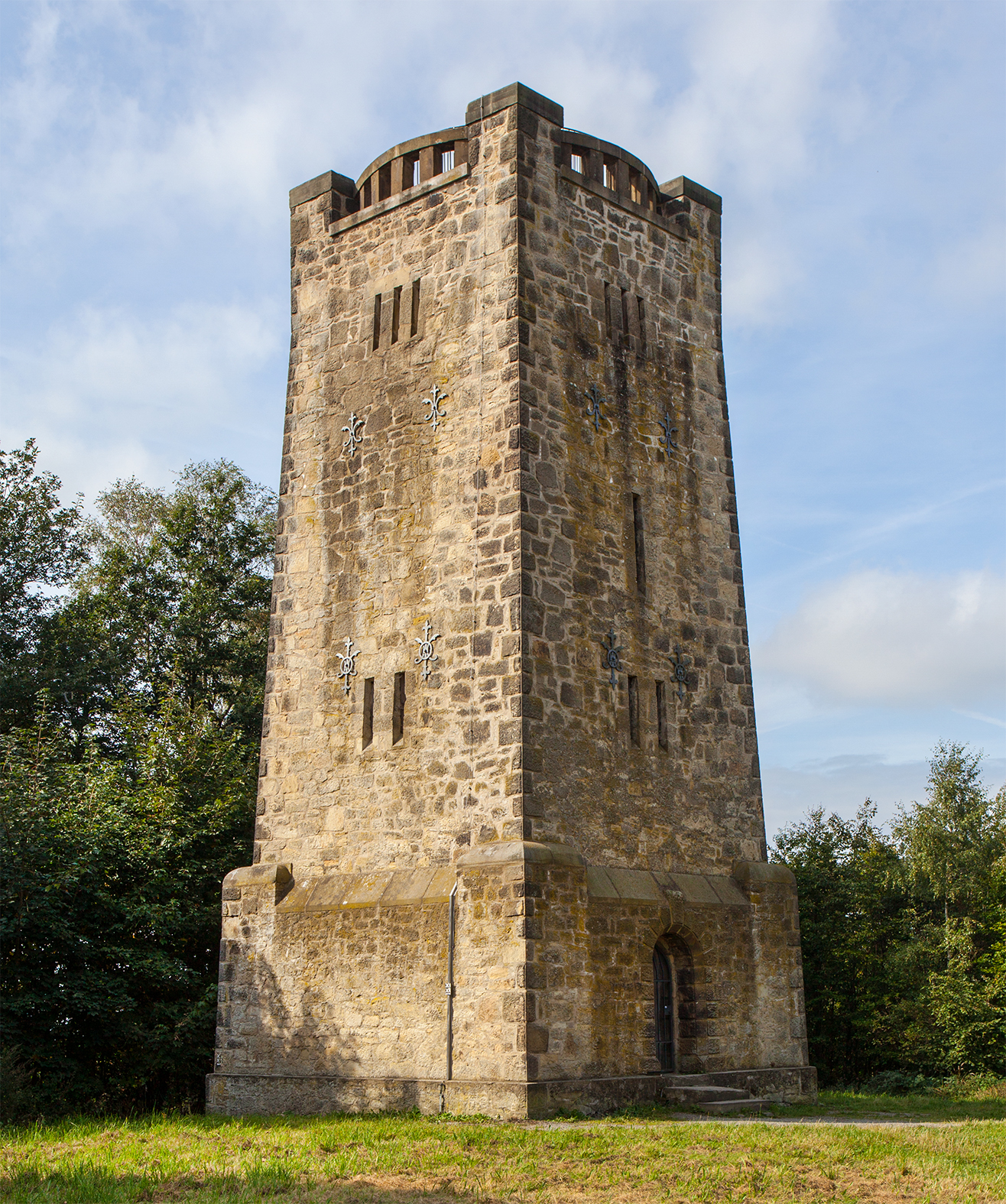
Bismarckturm aus dem Jahr 1900

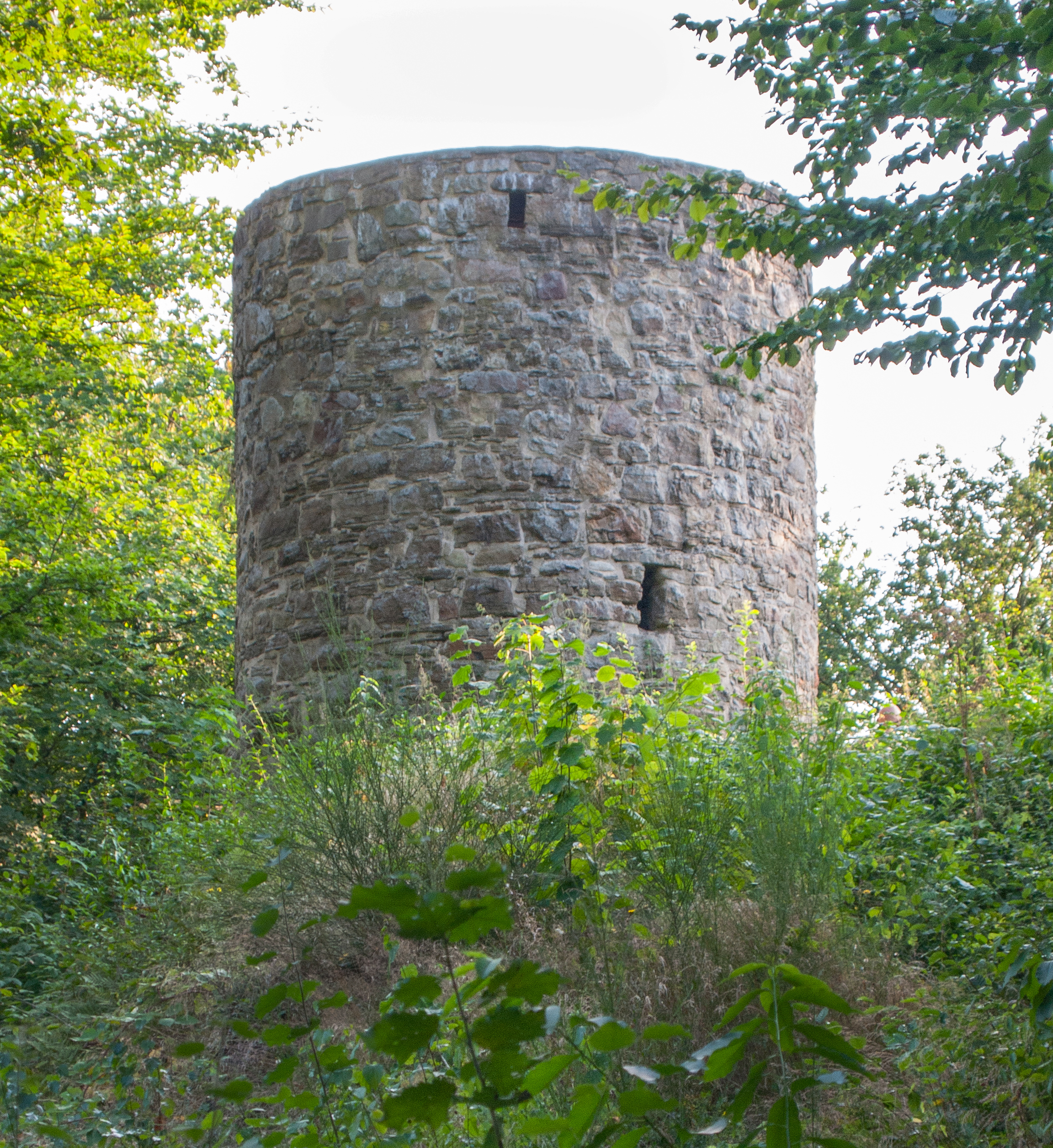
Der 'Stumpfe Turm', ehemaliger Wachturm Salzuflens

### Bismarckturm
Östlich der höchsten Erhebung des Vierenbergs steht der 1900 eingeweihte Bismarckturm. Von seiner Aussichtsplattform reicht der Blick über Bad Salzuflen, den Teutoburger Wald mit dem Hermannsdenkmal, das Lippische Bergland bis hin zum Kaiser-Wilhelm-Denkmal an der Porta Westfalica.

### Stumpfer Turm
Am westlichen Ausläufer des Vierenbergs, an der alten Straße nach Vlotho, oberhalb der heutigen Waldemeine und des Guts Steinbeck, steht der Stumpfe Turm – ein alter Wachturm, der spätestens im Zuge der Stadtbefestigung nach 1447 gebaut worden ist. Der aus Sandstein errichtete Rundturm hat heute noch eine Höhe von ungefähr 5,5 Metern, der Durchmesser beträgt etwa 4,5 Meter.

### Burg Gestingen
Am südwestlichen Rand des Vierenbergs lag die 1312 erstmals urkundlich erwähnte und heute abgegangene Burg Gestingen.

## Opferstein

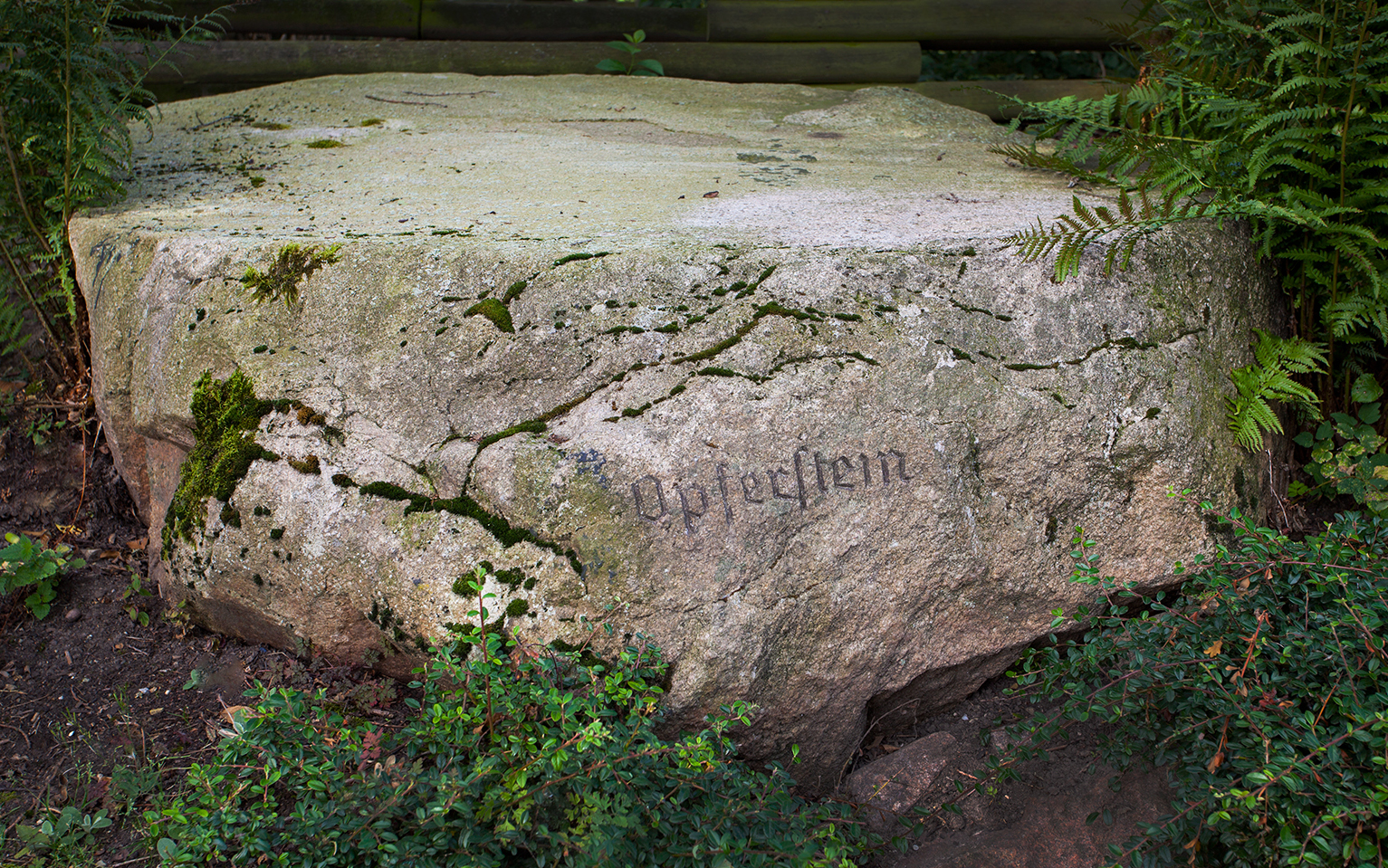
Der Wüstener "Opferstein"

Etwas nördlich, unterhalb des Bismarckturms, war der alte Liegeplatz des um 1885 bei Rodungsarbeiten gefundenen und im Volksmund so genannten Opfersteins – ein Granit-Findling von rund 1,8 Meter Durchmesser. Seine fast kreisförmige und glatt geschliffene Oberfläche gab in den vergangenen Jahrzehnten Anlass zu Spekulationen und wissenschaftlichen Untersuchungen, deren abschließendes Ergebnis aber noch immer nicht vorliegt. So hat Professor Krückmann aus Münster den Stein mit einer Deckplatte eines Steingrabes aus der Jungsteinzeit verglichen, hält es aber für nicht wahrscheinlich, dass hier Tier- oder Menschenopfer dargebracht worden seien.

## Die Sage vom Vierenberg
Die Riesen vom Vierenberge
Auf dem Vierenberge bei Salzuflen und dem Tönsberge bei Oerlinghausen wohnten Hühnen. Sie lebten aber in gutem Einvernehmen und besuchten sich gegenseitig. Einmal kam der Riese vom Vierenberge zum Tönsberge und hatte etwas Sand in seinen Schuh bekommen. Er zog ihn aus und schüttete den Sand auf die Erde. Das ist nun der Berg, auf dem Leopoldshöhe steht. Es ist aber lange her. Die Riesen vom Vierenberge und vom Tönsberge hatten einen gemeinschaftlichen Backofen. Wollte einer backen oder den anderen benachrichtigen, daß der Ofen heiß war, so kratzte er im Troge, wobei er einen solchen Lärm machte, daß man es deutlich in der Wohnung des anderen Riesen hören konnte. Als einst Backtag war, hörte der Riese vom Tönsberge schon früh ein gewaltiges Schrubben. Er beeilte sich, seinen Teig herzurichten und trug ihn eiligst hinüber, um früh genug zum Backen zu kommen. Als er bei dem Riesen auf dem Vierenberge ankam, lag dieser noch im Bette. "Was ist denn das?" sprach der andere, "du schläfst noch ruhig, ich hörte doch schon längst ein starkes Schrubben." Der Vierenberger antwortete: "Du hast dich geirrt, der Ofen ist noch lange nicht heiß. Das Geräusch, das du gehört hast, wird wohl davon kommen, daß ich mich vorhin kratzte, als mich ein Floh stach." Da wurde der Tönsberger zornig, schimpfte und tobte und nahm in seiner Wut seinen Teig, dazu auch den des anderen Riesen und warf ihn vom Berge auf die Erde. So ist Kuhlenhölters Berg entstanden.

## Flugzeugabsturz während des Zweiten Weltkriegs
Während des Zweiten Weltkriegs, in der Nacht vom 24. auf den 25. März 1944, war ein englischer Bomberverband auf dem Weg nach Berlin. Eine Lancaster Mk III s unter dem Kommando der Royal Australian Air Force wurde über Bielefeld von einer Flugabwehrkanone getroffen und stürzte kurz darauf schwerbeschädigt und brennend südlich des Vierenberges auf dem Hollenstein, 200 Meter südöstlich des Bismarckturms ab. Sechs der sieben australischen Besatzungsmitglieder kamen bei dem Absturz ums Leben. Vier von ihnen wurden noch am selben Tag auf dem Wüstener, zwei auf dem Schötmarschen Friedhof beerdigt; ein Besatzungsmitglied rettete sich mit dem Fallschirm und wurde den deutschen Behörden übergeben.

## Alte Ansichten

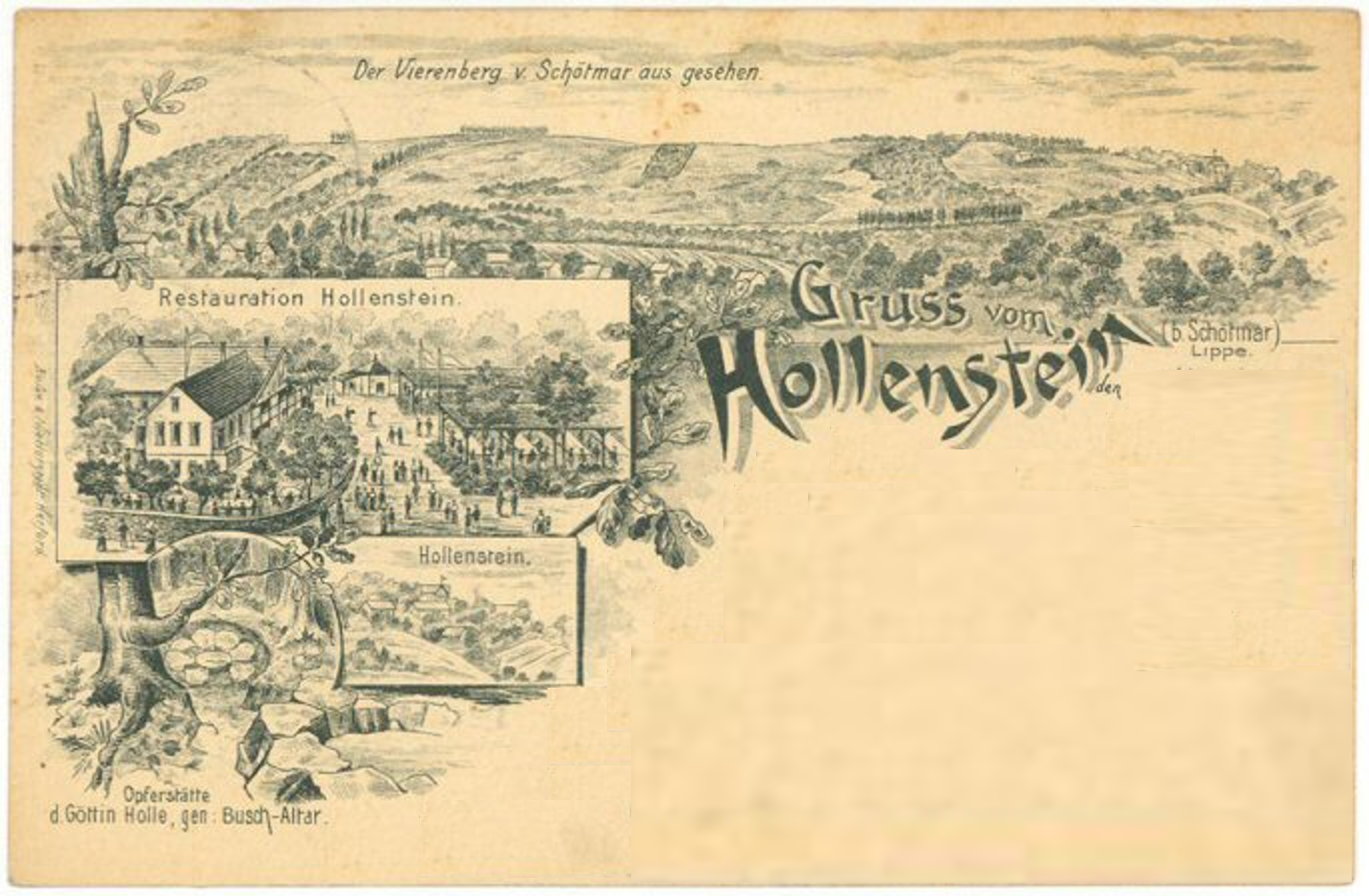
Postkarte „Gruß vom Hollenstein“ um 1895
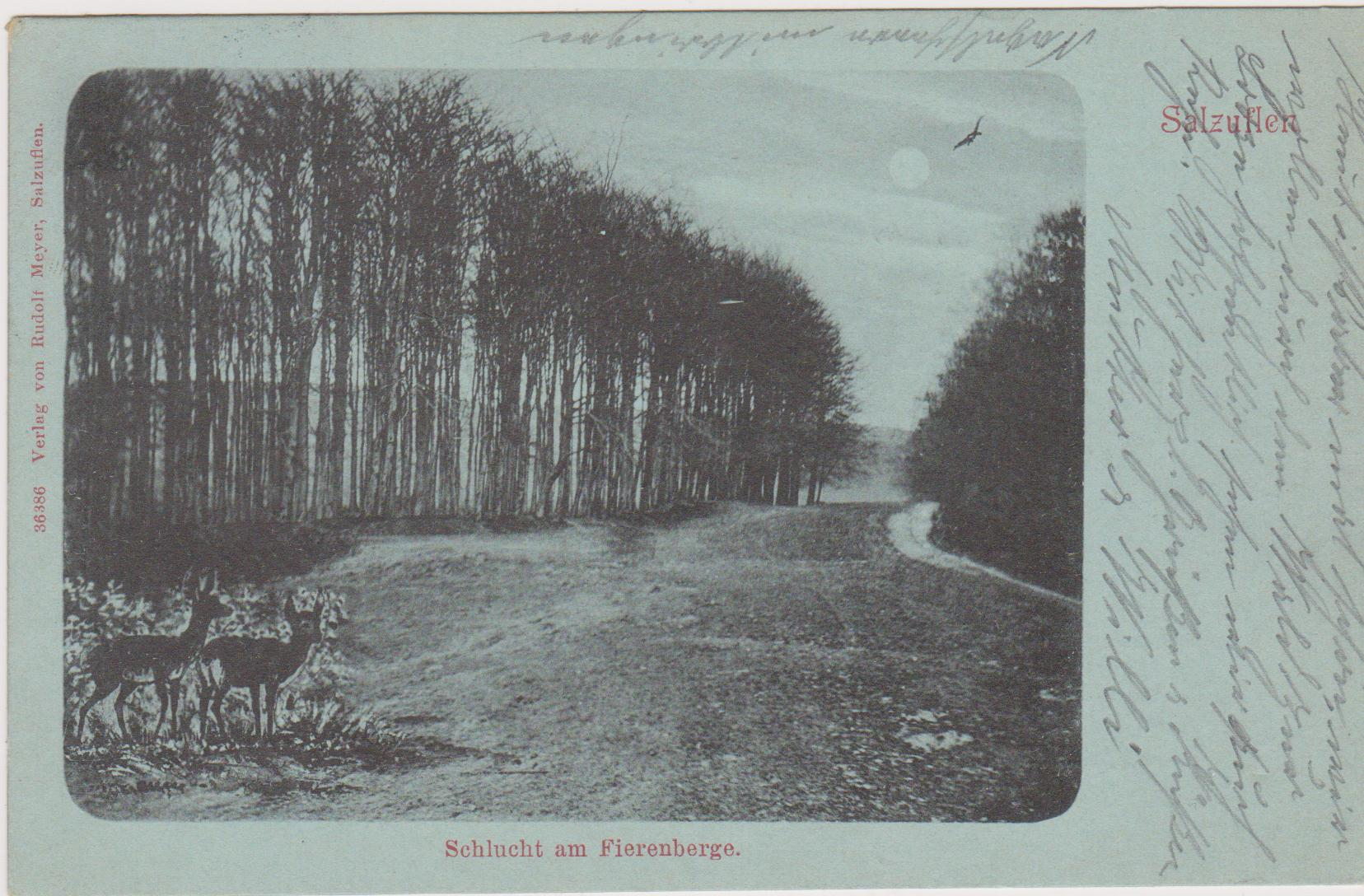
Mondscheinkarte „Schlucht am Fierenberge“ um 1907
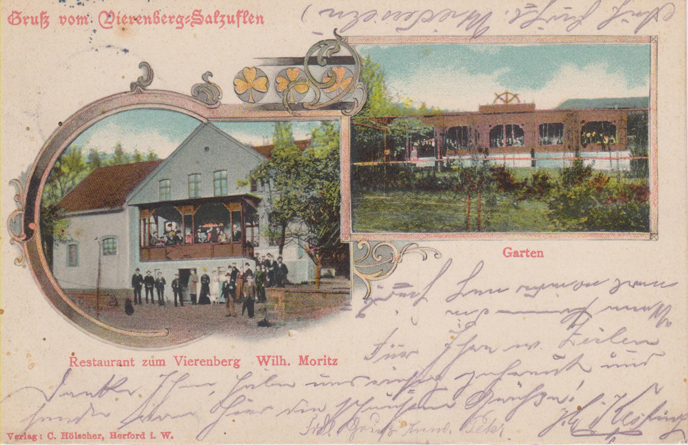
Postkarte „Gasthaus Vierenberg“ verwendet 1912